# Ronde van Italië 2021/Tiende etappe
De tiende etappe van de Ronde van Italië 2021 werd verreden op 17 mei van L'Aquila naar Foligno. Het betrof een etappe over 139 kilometer waarin BORA-hansgrohe hard op kop reed in een poging andere topsprinters te lossen. Sprinters als Tim Merlier en Dylan Groenewegen moesten lossen; Peter Sagan profiteerde van het werk van zijn ploeg en won de sprint van een uitgedunde groep.
| L'Aquila – Foligno (139,0 km) |                   |                        |          |
| Plaats                        | Naam              | Ploeg                  | Tijd     |
| 1                             | Peter Sagan       | BORA-hansgrohe         | 3u10'56" |
| 2                             | Fernando Gaviria  | UAE Team Emirates      | z.t.     |
| 3                             | Davide Cimolai    | Israel Start-Up Nation | z.t.     |
| 4                             | Stefano Oldani    | Lotto Soudal           | z.t.     |
| 5                             | Gianni Vermeersch | Alpecin-Fenix          | z.t.     |
| 6                             | Dries De Bondt    | Alpecin-Fenix          | z.t.     |
| 7                             | Andrea Vendrame   | AG2R-Citroën           | z.t.     |
| 8                             | Vincenzo Albanese | EOLO-Kometa            | z.t.     |
| 9                             | Elia Viviani      | Cofidis                | z.t.     |
| 10                            | Sebastián Molano  | UAE Team Emirates      | z.t.     |
|                               |                   |                        |          |
| 39                            | Lars van den Berg | Groupama-FDJ           | z.t.     |

| Algemeen klassement |                  |                        |           |
| Plaats              | Naam             | Ploeg                  | Tijd      |
| Roze trui           | Egan Bernal      | INEOS Grenadiers       | 38u30'17" |
| 2                   | Remco Evenepoel  | Deceuninck–Quick-Step  | + 14"     |
| 3                   | Aleksandr Vlasov | Astana-Premier Tech    | + 22"     |
| 4                   | Giulio Ciccone   | Trek-Segafredo         | + 37"     |
| 5                   | Attila Valter    | Groupama-FDJ           | + 44"     |
| 6                   | Hugh Carthy      | EF Education-Nippo     | + 45"     |
| 7                   | Damiano Caruso   | Bahrain-Victorious     | + 46"     |
| 8                   | Daniel Martin    | Israel Start-Up Nation | + 52"     |
| 9                   | Simon Yates      | Team BikeExchange      | + 56"     |
| 10                  | Davide Formolo   | UAE Team Emirates      | + 1'02"   |
|                     |                  |                        |           |
| 30                  | Koen Bouwman     | Team Jumbo-Visma       | + 11'21"  |

1e etappe ·
2e etappe ·
3e etappe ·
4e etappe ·
5e etappe ·
6e etappe ·
7e etappe ·
8e etappe ·
9e etappe ·
10e etappe ·
11e etappe ·
12e etappe ·
13e etappe ·
14e etappe ·
15e etappe ·
16e etappe ·
17e etappe ·
18e etappe ·
19e etappe ·
20e etappe ·
21e etappe
Startlijst · Eindstanden · Afbeeldingen